# Église Saint-Jean-Baptiste de Montréal
Église Saint-Jean-Baptiste de Montréal är en katolsk kyrka i Montréal i Kanada, vid 4237 avenue Henri Julien. Den byggdes åren 1898-1903. Den planerades av Joseph-Émile Vanier.